# ルパンの告白
『ルパンの告白』（るぱんのこくはく、または『リュパンの告白』、 Les Confidences d'Arsène Lupin）は、モーリス・ルブランによるアルセーヌ・ルパンシリーズの一篇。第二短編集。1911年4月15日から『ジュ・セ・トゥ』誌に連載。フランスでは1913年にラフィット社から単行本が刊行されている。また、「蝋マッチ（L'Allumette-bougie」という短編もこの連作に加わることが、前掲誌1911年3月号で告知されたが、それは実現しなかった。その原稿の存在についても不明とのことである。
ルパンが友人の「わたし」に向かって様々な冒険話を打ち明ける、と言う形式の短編集。
『奇岩城』『813』とエスカレートした大長編の流れを一旦休止し、時系列を奇岩城以前の怪盗時代に戻して最初の短編形式の原点に帰って連載された。掲載された作品はミステリ短編としての評価も高く、「太陽のたわむれ」「影の合図」などはミステリアンソロジーなどに収録される事も多い。また「赤い絹のスカーフ」は、好きなルパンシリーズの短編と言うと必ず名前が挙がる程の人気作品。
1917年にラフィット社の『Les Romans d'aventure et d'action（冒険とアクションの小説）』選集から刊行された際には、「麦わらのストロー」が省かれた。
1933年にアシェット社の『Le Point d'interrogation（疑問符）』選集の1巻として出版されたものは、「麦わらのストロー」と「うろつく死神」が省かれた。後者は同選集の『怪盗紳士ルパン』の方に収録されている。

## 英訳本と『山羊皮服の男』
単行本は本国フランスに先んじて、1912年イギリスで英訳本（訳者：アレクサンダー・テイシェイラ・デ・マトス(en:Alexander Teixeira de Mattos)）が刊行。
英訳本には「山羊皮服の男」[英題：A Tragedy in the Forest of Morgues／仏題：L'Homme à la peau de bique]も収録されている。この短編がフランスで紹介されたのは1927年になってからで、"L'Amour selon les romanciers français"というアンソロジーの一編としてである。「山羊皮服の男」は仏題の訳であり、英題を訳すると「モルグ森の悲劇」となる。
この短編は、日本では、保篠龍緒訳・平凡社『ルパン全集:怪奇探偵4』収録の「第三の男」、榊原晃三訳・偕成社『ルパン全集25巻・ルパン最後の事件』収録の「山羊皮服の男」などにて、翻訳されている。

## 収録作品
日本語題は、現在唯一のシリーズ完全全集である偕成社版のタイトルに拠った。
- 太陽のたわむれ (Les Jeux du soleil)
- 結婚指輪 (L'Anneau nuptial)
- 影の合図 (Le Signe de l'ombre)
- 地獄の罠 (Le Piège infernal)
- 赤い絹のスカーフ (L'Écharpe de soie rouge)
- うろつく死神 (La Mort qui rôde)
- 白鳥の首のエディス (Édith au cou de cygne)
- 麦わらのストロー (Le Fétu de paille)
- ルパンの結婚 (Le Mariage d'Arsène Lupin)

### 備考
1920年代から1950年代にかけて各社から刊行された保篠龍緒編・訳のルパン全集では「青色カタログ」と「空の防御」の2編が『ルパンの告白』に含まれている場合があるが、この2編はルブランの原稿が確認されておらず他のシリーズ作品と設定上の矛盾があるため、保篠によるパスティーシュとする説が有力とされている。